# Abraham Fresco

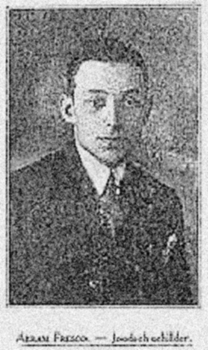
Abraham Fresco

Abraham Fresco (Den Haag, 20 juni 1903 - Auschwitz, 19 november 1942) was een Nederlands kunstschilder en Joods slachtoffer van de Holocaust. Werk van Fresco is te zien in het Joods Museum en duikt verder regelmatig op tijdens veilingen.

## Leven en werk
Fresco was de zoon van Leon Fresco en Margaretha Blitz. Hij had een broer en een zus, Simon en Annie. Al op de lagere school viel zijn tekentalent op en op advies van zijn onderwijzers ging hij naar de Koninklijke Academie van Beeldende Kunsten te Den Haag. Later bezocht hij de Rijksacademie voor Beeldende Kunsten te Amsterdam, waar hij les kreeg van Johannes Hendricus Jurres, Antoon Derkinderen en Nicolaas van der Waay. Vervolgens vestigde hij zich als kunstschilder terug in Den Haag.
In 1928 trok Fresco de aandacht toen het Joodse weekblad "De Vrijdagavond" aandacht besteedde aan zijn werk in een artikel van Michel Danvers. Danvers omschreef hem als een zeer bescheiden, serieuze, hardwerkende jongeman, zich bewust van zijn tekortkomingen, en met niets van het snobisme van jonge kunstenaars. Hij voorspelde Fresco een grote toekomst.
Fresco werkte aanvankelijk als portretschilder, maar legde zich vervolgens steeds nadrukkelijker toe op genrestukken, landschappen, stillevens en vooral stadsgezichten. Hij werkte vaak in Scheveningen en Den Haag, maar ook in andere plaatsen in Nederland en België. Daar schilderde hij zowel verstilde pleinen als bruisende winkelstraten en voorstellingen van volksfeesten, steeds gekenmerkt door een krachtige, impressionistische penseelvoering en een opvallend sterk coloriet.
Fresco trouwde in 1928 met Debora Engelsman, met wie hij in 1929 een dochter kreeg: Marga. Als Joden werd het hele gezin in 1942 opgepakt en op transport gesteld. Op 19 november 1942 werden ze gedrieën in Auschwitz vermoord.

## Galerij

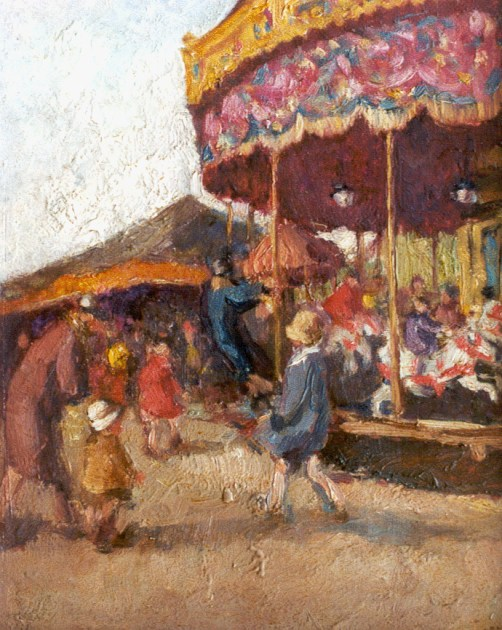
Kermis
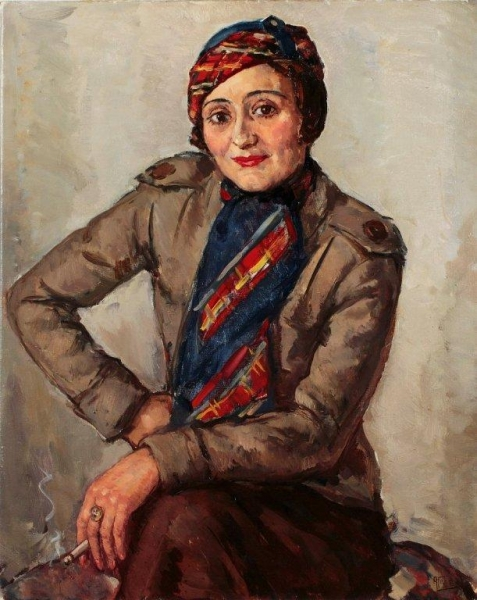
Jonge vrouw met sigaret
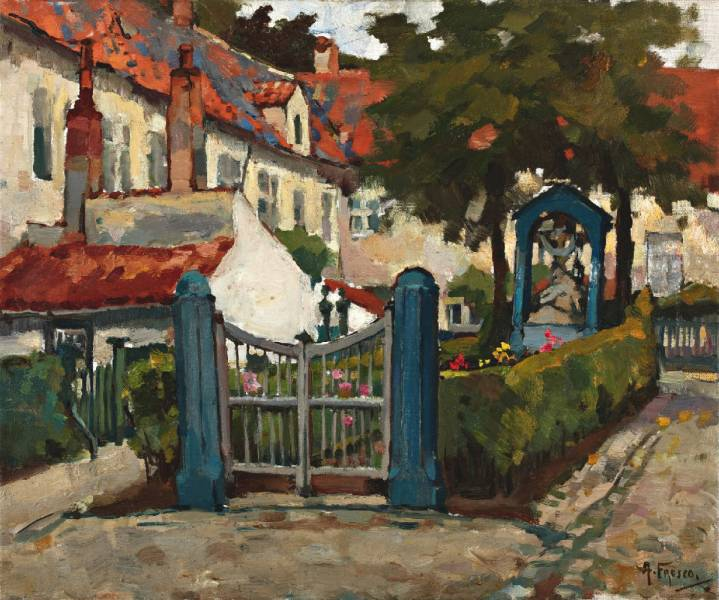
Bloementuin in een hofje
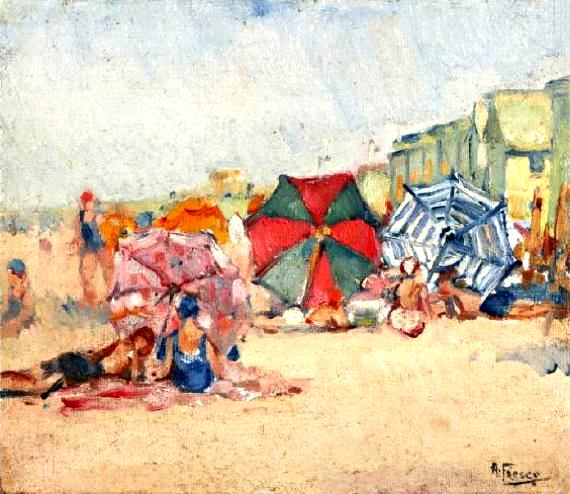
Onder de parasol, Scheveningen
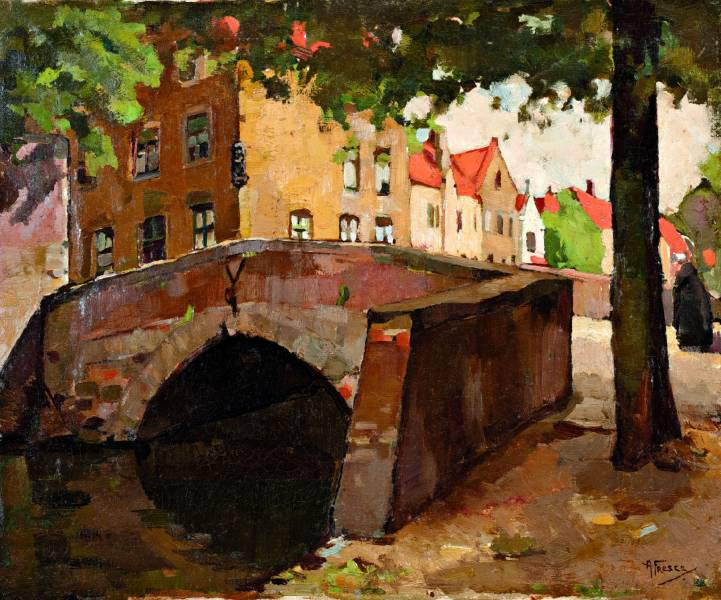
Stadsgrachtje, Brugge
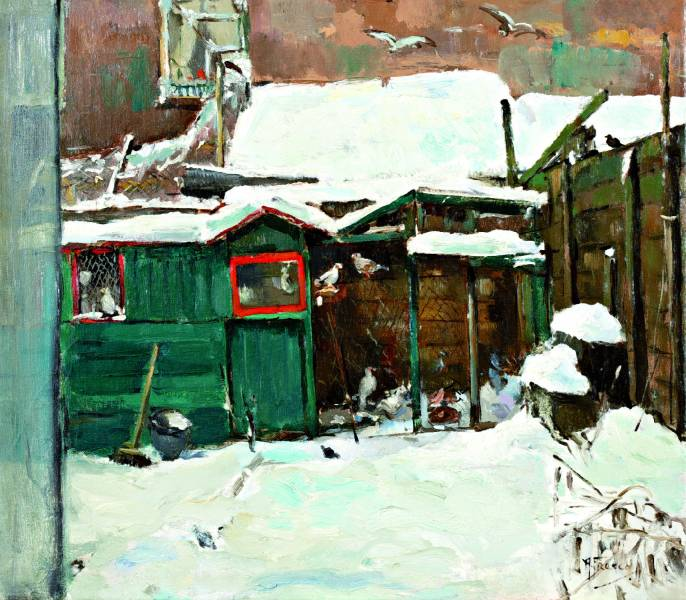
Binnenplaatsje met volière
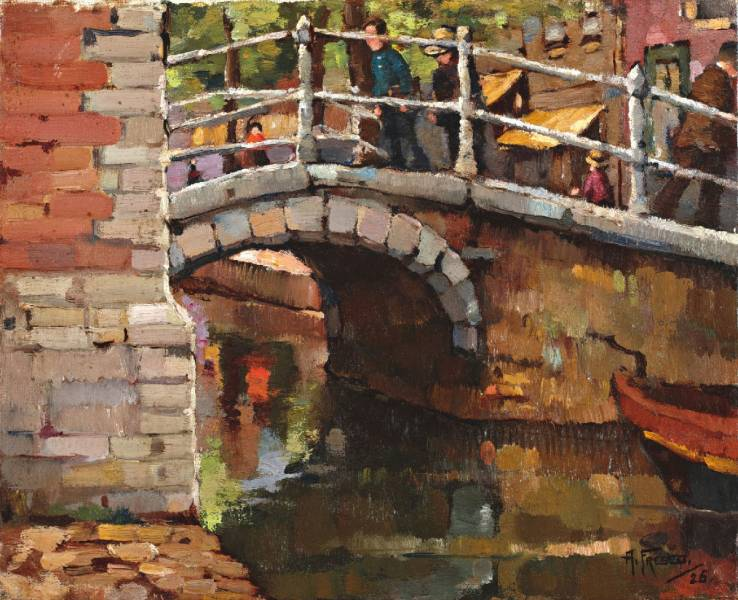
Grachtje met wandelaars, Delft
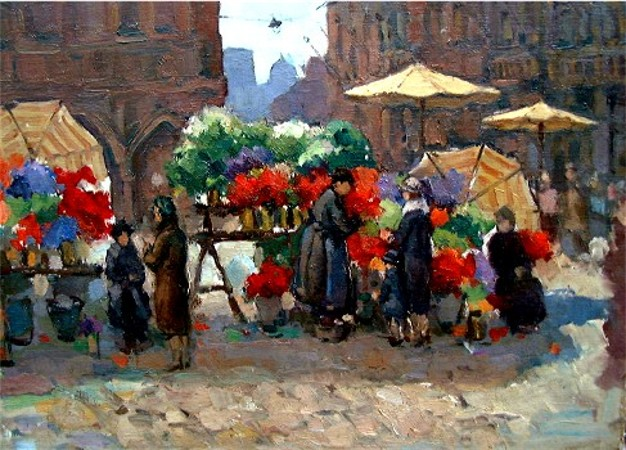
Bloemenmarkt op de Dam
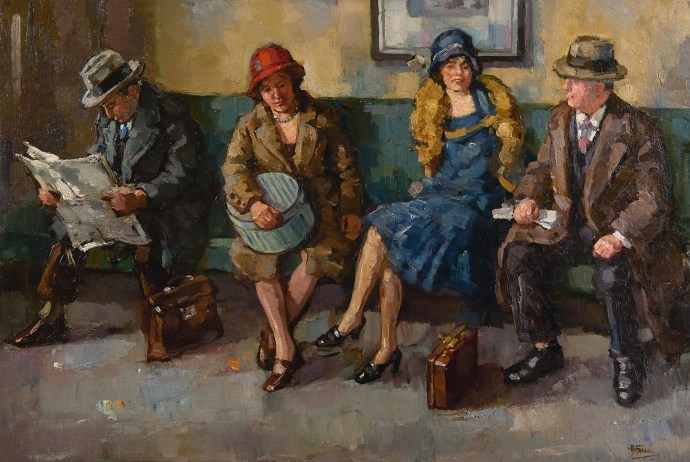
In de stationswachtkamer
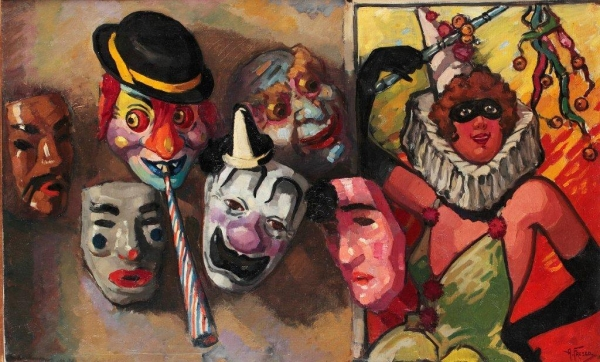
Maskerade